# Вільям Вокер (флібустьєр)
Вільям Вокер (англ. William Walker; нар. 8 травня 1824, Нашвілл, Теннессі, США — пом. 12 вересня 1860, Трухільйо, Гондурас) — американський юрист, журналіст і авантюрист, який організував низку військових операцій в Латинську Америку з метою створення колоній під його особистим керівництвом. З 1856 по 1857 роки був президентом Нікарагуа. Страчений в 1860 році урядом Гондурасу.

## Біографія
В 1839 (у віці 14 років) закінчив Нашвіллський університет, де вивчав юриспруденцію. Потім рік вивчав медицину в Единбурзькому і Гейдельберзькому університетах. Кілька місяців займався лікарською діяльністю в Філадельфії, потім переїхав до Нового Орлеану, де розпочав займатися журналістикою. В 1850 році Вокер переїхав до Каліфорнії і влаштувався працювати в газеті спочатку в Сан-Франциско, а потім у Мерісвіллі, де також був практикуючим адвокатом.
15 жовтня 1853 відплив з Сан-Франциско із загоном найманців для захоплення мексиканської території. Вокер висадився у Нижній Каліфорнії та 18 січня 1854 року оголосив її і сусідній штат Сонора незалежною республікою під своїм управлінням. Через голод та напади мексиканців незабаром він змушений залишити цю ідею і повернутися до своєї журналістської діяльності в Каліфорнії.
4 травня 1855 з 56 послідовниками відправився до Нікарагуа, де йшла громадянська війна і одна з ворогуючих фракцій звернулася до нього за допомогою. У жовтні Вокер захопив на озері Нікарагуа пароплав, що належить американській транспортній компанії, і завдяки цьому зміг несподівано захопити Гранаду, столицю протиборчої фракції. Після закінчення громадянської війни президентом Нікарагуа став Патрисіо Рівас, хоча реальну владу мав Вокер, який використовував президента як маріонетку. 20 травня 1856 року новий уряд Нікарагуа було офіційно визнано американським президентом Франкліном Пірсом, який схвалив спроби «відродити» країну. У червні Вокер став президентом Нікарагуа, а 22 вересня з метою поліпшити фінансове становище і заручитися підтримкою рабовласницьких штатів США скасував закон про заборону рабства.
У той же час два представника транспортної компанії Корнеліуса Вандербільта вирішили за допомогою Вокера заволодіти майном компанії в Нікарагуа, запропонувавши йому за це фінансову допомогу і доставку нових рекрутів з США. Вокер допоміг в захопленні компанії, чим привів Вандербільта в лють, і він домігся скасування визнання американським урядом правлячого в Нікарагуа режиму. Крім того, за підтримки Вандербільта проти Вокера розпочала війну коаліція держав Центральної Америки під керівництвом Коста-Рики. Вокер протримався до 1 травня 1857 року, після чого здався американцям і був повернений в США.
У наступні роки Вокер робив декілька невдалих спроб повернутися в Центральну Америку, поки в серпні 1860 роки не висадився в Гондурасі. Він захопив контроль над містом Трухільйо, але незабаром був оточений гондураськими військами і заблокований з моря британським флотом. Перебуваючи у безвихідному становищі, Вокер здався британському капітану Салмону, Був переданий уряду Гондурасу, засуджений до смертної кари. 12 вересня 1860 він був розстріляний.